# Cactus (amerikai együttes)
A Cactus egy amerikai hard rock együttes. 1969-ben alapította meg Carmine Appice dobos. Először 1969-től 1972-ig működtek, ez volt a Cactus eredeti felállása. 1975-től 1979-ig újból aktívak voltak, ekkorra lecserélődött a felállás. Hosszú szünet után, 2005-ben újra összeállt a Cactus és a mai napig működik. A blues-rockon kívül hard rock és heavy metal műfajokban is játszanak.
Első lemezük 1970-ben jelent meg One Way... or Another néven. További években is adták ki lemezeket. Ezeken kívül válogatáslemezek és koncertlemezek is jelentek meg tőlük. Utódegyüttese a Beck, Bogart & Appice.
Az együttest több újabb zenekar is hatásaként jelölte meg: Anvil, Van Halen, The Black Crowes, The Black Keys, Montrose.

## Tagjai
- Jimmy Kunes (ének, 2006-napjainkig)
- Carmine Appice (dobok)
- Tim Bogert (basszusgitár)
- Jim McCarty (gitár, 1970-71, 2006-napjainkig)
- Rusty Day (ének, 1970-71)
- Peter French (ének, 1971-72)
- Duane Hitchings (billentyűs hangszerek, 1971-72)
- Werner Fritzschlings (gitár, 1971-72)[2]

## Diszkográfia
- Cactus (1970)
- One Way... or Another (1971)
- Restrictions (1971)
- 'Ot N Sweaty (1972)
- Cactus V (2006)
- Black Dawn (2016)[3]
- Tightrope (2021)